# Johannes Adolph
Johannes Adolph (* 17. April 1882 in Kiel; † 9. November 1958) war ein deutscher Ingenieur und Unternehmer.

## Leben
Nach dem Besuch der Oberrealschule in Kiel studierte er an den Technischen Hochschulen Berlin-Charlottenburg, München und Aachen Elektrotechnik und Maschinenbau. Adolph wurde in Aachen promoviert und war anschließend in der Industrie und in der kommunalen Verwaltung als projektierender Ingenieur und als Maschinen-Ingenieur tätig. Ab 1924 wurde er Direktor und Mitglied des Vorstandes der Berliner Städtischen Elektrizitätswerke/Berliner Kraft- und Licht AG (BEWAG) und wohnte in Berlin-Nikolassee. Dort wohnte er seit 1924 an der Rehwiese 3 und ließ sich 1935 vom Hausarchitekten der Gesellschaft, Hans Heinrich Müller, daneben einen Neubau, das heute unter Denkmalschutz stehende Haus Adolph errichten. Dieses Gebäude gehört in der Villenkolonie Nikolassee „zu den wenigen individuell geplanten Einfamilienhäusern, die in der NS-Zeit neu gebaut wurden“. Von 1931 bis 1934 ermöglichte er es seinem Sohn Thomas Victor Adolph, das reformpädagogische Landerziehungsheim Schule am Meer auf der Nordseeinsel Juist zu besuchen und dort sein Abitur zu machen.
Nach dem Zweiten Weltkrieg lebte er noch 1957 in Hamburg.
Johannes Adolph starb 1958 im Alter von 76 Jahren. Sein Grab befindet sich auf dem Evangelischen Kirchhof Nikolassee in Berlin.

## Werke
- Die Entwicklung des Personentarifs einer Überlandstrassenbahn des rheinisch-westfälischen Kohlenbezirks, Bochum, [1918]
- Schaufenster- und Reklame-Beleuchtung. Vortrag, Berlin, [1935]
- (mit anderen): Gutachten über die Reservehaltung in Kraftwerken und Leitungsnetzen in der westdeutschen Elektrizitätsversorgung, Frankfurt/M., 1952